# Ramularius
Ramularius is een kevergeslacht uit de familie van de boktorren (Cerambycidae). De wetenschappelijke naam van het geslacht werd voor het eerst geldig gepubliceerd in 1908 door Aurivillius.

## Soorten
Ramularius omvat de volgende soorten:
- Ramularius albosticticus Breuning, 1964
- Ramularius brunneus Breuning, 1967
- Ramularius pygmaeus Aurivillius, 1908
- Ramularius unicolor Breuning, 1940
- Ramularius uniformis (Breuning, 1939)